# Meshal al-Sebyani
Meshal Ali Khairallah al-Sebyani (arabisch مشعل الصبياني, DMG Mašʿal aṣ-Ṣabyānī; * 11. April 2001) ist ein saudi-arabischer Fußballspieler.

## Karriere

### Klub
Er begann seine Karriere in der Jugend von al-Faisaly und wechselte zur Saison 2019/20 von deren U23 fest in die erste Mannschaft.

### Nationalmannschaft
Nach der U23 hatte er seinen ersten Einsatz in der saudi-arabischen Nationalmannschaft am 1. Dezember 2021 bei einer 0:1-Niederlage gegen Jordanien während der Gruppenphase des FIFA-Arabien-Pokals 2021. Hier wurde er in der 69. Minute für Waleed al-Ahmed eingewechselt.